# Udham Singh
Udham Singh (ur. 4 sierpnia 1928 w Sansarpurze, zm. 23 marca 2000 tamże) – indyjski hokeista na trawie. Wielokrotny medalista olimpijski.
Występował w napadzie. Brał udział w czterech igrzyskach (IO 52, IO 56, IO 60, IO 64), za każdym razem zdobywając medale. Z dorobkiem trzech złotych i jednego srebrnego medalu jest – obok swego rodaka Lesliego Claudiusa – najbardziej utytułowanym hokeistą w historii olimpiad. W 1956 - z 14 bramkami w dorobku - został królem strzelców turnieju. Był także trenerem reprezentacji Indii.
W roku 1965 został laureatem nagrody Arjuna Award.